# Psychotria rhombocarpoides
Psychotria rhombocarpoides là một loài thực vật có hoa trong họ Thiến thảo. Loài này được Hosok. miêu tả khoa học đầu tiên năm 1941.